# Ophiolebes comatulina
Ophiolebes comatulina is een slangster uit de familie Ophiacanthidae.
De wetenschappelijke naam van de soort werd voor het eerst geldig gepubliceerd in 2003 door Donald George McKnight.